# Toomas Annus
Toomas Annus (* 5. Oktober 1960 in Kohtla-Järve) ist estnischer Unternehmer und Investor. Nach Angaben der Presse ist Annus mit einem geschätzten Vermögen von ca. 1,5 Mrd. Estnischen Kronen der reichste Mensch in Estland.

## Ausbildung
Toomas Annus besuchte die Schule in Kohtla-Järve. Ab 1975 lernte er an der dortigen Berufsschule für Bauwesen und Maschinenbau. 1984 schloss er sein Studium im Fachbereich Industrie- und Zivilbauwesen am Polytechnischen Institut (TPI) in Tallinn ab. Anschließend absolvierte er Fortbildungskurse für Manager in Schweden.
Annus arbeitete anschließend in einer Fischereikolchose, von 1987 bis 1989 in der Zentralverwaltung der Estnischen Studentischen Baubrigade (Eesti Üliõpilaste Ehitusmalev) und von 1989 bis 1991 in der estnischen Bauverwaltung für das Kolchoswesen.

## Unternehmer
Mit Wiedererlangung der estnischen Unabhängigkeit ging Annus in die Privatwirtschaft. 1991 wurde er Leiter der Baufirma Merko Ehitus AS und 1997 Vorsitzender des Aufsichtsrats. Er ist heute Mehrheitsaktionär der Firma sowie Mitglied im Vorstand des Estnischen Bauunternehmerverbands (Eesti Ehitusettevõtjate Liit). Durch den Bauboom in den baltischen Staaten gehören seine Baufirmen zu den erfolgreichsten der Region.

## Privatleben
Toomas Annus ist verheiratet und hat zwei Töchter sowie einen Sohn. Er lebt von der Öffentlichkeit zurückgezogen in Estland.